# Comuna Luizi-Călugăra, Bacău
Luizi-Călugăra (maghiară Lujzikalagor) este o comună în județul Bacău, Moldova, România, formată din satele Luizi-Călugăra (reședința) și Osebiți.

## Așezare
Comuna se află în centrul județului, pe dealurile de la vest de municipiul Bacău și de pe malul stâng al Bistriței, ai cărei mici afluenți Bahna, Negel și Șinca trec prin comună. Este străbătută de șoseaua județeană DJ119B, care o leagă spre sud de Sărata și spre nord de Măgura (unde se intersectează cu DN11), Mărgineni și Hemeiuș (unde se termină în DN15).

## Demografie
Componența etnică a comunei Luizi-Călugăra
     Români (90,19%)
     Alte etnii (0,5%)
     Necunoscută (9,31%)
Componența confesională a comunei Luizi-Călugăra
     Romano-catolici (87,98%)
     Ortodocși (1,77%)
     Alte religii (0,6%)
     Necunoscută (9,64%)
Conform recensământului efectuat în 2021, populația comunei Luizi-Călugăra se ridică la 4.802 locuitori, în creștere față de recensământul anterior din 2011, când fuseseră înregistrați 3.553 de locuitori. Majoritatea locuitorilor sunt români (90,19%), iar pentru 9,31% nu se cunoaște apartenența etnică. Din punct de vedere confesional, majoritatea locuitorilor sunt romano-catolici (87,98%), cu o minoritate de ortodocși (1,77%), iar pentru 9,64% nu se cunoaște apartenența confesională.

## Politică și administrație
Comuna Luizi-Călugăra este administrată de un primar și un consiliu local compus din 13 consilieri. Primarul, Edmond-Leonard David[*], de la Partidul Social Democrat, este în funcție din octombrie 2020. Începând cu alegerile locale din 2024, consiliul local are următoarea componență pe partide politice:
|  | Partid                                  | Consilieri | Componența Consiliului | Componența Consiliului | Componența Consiliului | Componența Consiliului | Componența Consiliului | Componența Consiliului | Componența Consiliului |
|  | --------------------------------------- | ---------- | ---------------------- | ---------------------- | ---------------------- | ---------------------- | ---------------------- | ---------------------- | ---------------------- |
|  | Partidul Social Democrat                | 7          |                        |                        |                        |                        |                        |                        |                        |
|  | Uniunea Salvați România                 | 4          |                        |                        |                        |                        |                        |                        |                        |
|  | Partidul Național Liberal               | 1          |                        |                        |                        |                        |                        |                        |                        |
|  | Reînnoim Proiectul European al României | 1          |                        |                        |                        |                        |                        |                        |                        |

## Istorie
Componența etnică a comunei Liuzi-Călugăra după recensământul populației din anul 1899.
     Români (4%)
     Maghiari (96%)
La sfârșitul secolului al XIX-lea, comuna făcea parte din plasa Bistrița de Jos a județului Bacău și era formată din satele Luizi, Corhana, Osebiți și Negelu, cu 1878 de locuitori din care 1802 maghiari și 76 români, ce trăiau în 502 case. În comună funcționau o școală mixtă cu 13 elevi (toți băieți) înființată în 1886 și două biserici catolice. Anuarul Socec din 1925 o consemnează în plasa Răcăciuni a aceluiași județ, având în compunere în plus satul Talpa, iar populația ei fiind de 3609 locuitori.
În 1950, comuna a fost transferată raionului Bacău din regiunea Bacău, satele Negelu și Talpa dispărând în timp. În 1968, a revenit la județul Bacău, reînființat, iar satul Corhana a fost desființat și comasat cu satul Osebiți.

## Personalități
- Elena Horvat este o canotoare română, laureată cu aur la Los Angeles 1984.